# Juan Marén
Juan Luis Marén Delís (* 20. března 1971 Santiago de Cuba, Kuba) je bývalý kubánský zápasník, reprezentant v zápase řecko-římském. V roce 1992 na olympijských hrách v Barceloně vybojoval v kategorii do 62 kg bronzovou, v roce 1996 na hrách v Atlantě ve stejné kategorii a v roce 2000 na hrách v Sydney v kategorii do 63 kg stříbrnou medaili. V roce 2004 na hrách v Athénách v kategorii do 74 kg obsadil třinácté místo.
V roce 1991 a 1993 vybojoval bronz na mistrovství světa. V roce 2001 obsadil čtvrté, v roce 1997 šesté, v roce 2002 osmé místo, v roce 1995 desáté, v roce 1994 dvanácté, v roce 2003 čtrnácté a v roce 1999 čtyřiadvacáté. V roce 1991, 1995, 1999 a 2003 vyhrál Panamerické hry. V roce 1990 vyhrál Mistrovství Střední Ameriky.